# 224067 Colemila
224067 Colemila este o planetă minoră (asteroid), cu un diametru de 2,406 km, din centura de asteroizi. A fost descoperită pe 8 iulie 2005 la Table Mountain Observatory⁠(d) de James Whitney Young⁠(d). 
Obiectul prezintă o orbită caracterizată de o semiaxă mare de 2,373832906053 UAi, o excentricitate de 0,13, o înclinație de 2,6 ° în raport cu ecliptica.